# Charles-François Davy d'Amfreville
Pour les articles homonymes, voir Davy.
Cet article concerne le marquis d'Amfreville. Pour le marquis d'Infreville qui sert dans la Marine royale à la même époque, voir Marquis d'Infreville.
Charles-François Davy, marquis d'Amfreville, né au château d'Amfreville, dans le Cotentin, en 1628 et mort le 2 novembre 1692 à Brest, est un officier de marine français du XVIIe siècle. Après être entré jeune dans l'armée de terre, il passe à la Marine royale. Il sert pendant la guerre de Hollande et la guerre de la Ligue d'Augsbourg, principalement sous les ordres du vice-amiral de Tourville. Il termine sa carrière militaire avec le grade de lieutenant-général des armées navales du Roy (équivalent du grade d'amiral), et commandeur de l'ordre royal et militaire de Saint-Louis. 

## Biographie

### Origines et jeunesse
Charles-François Davy appartient à une famille de la noblesse normande, dont sont issus deux cardinaux, dont Jacques Davy du Perron, ainsi que deux grands baillis du Cotentin. Il est l'aîné de Pierre Davy et de Jeanne Gigault de Bellefond, seigneur de Sortosville qui laissent deux enfants :
- Charles-François Davy ;
- Charles-Antoine Davy, seigneur de Fermanville et de Gourbesville. Il devient marquis d'Amfreville à la mort de son frère.

### Carrière militaire

#### Jeunesse et débuts dans la Marine royale
Il entre dans l'armée de terre en 1645 et participe à la campagne d'Artois et de Flandres, au cours de laquelle la France reprend Roses (en Catalogne), Béthune, Trêves et plusieurs autres places fortes.
Garde dans la Marine à partir de 1646, il est promu au grade d'enseigne de vaisseau en 1665, à Brest, avant d'être fait capitaine de vaisseau en 1666. En 1672, il est appelé à ses côtés par le comte d'Estrées, et nommé commandant de l'armée navale, pour la guerre de Hollande en 1673.

#### Guerre de Hollande (1672-1678)

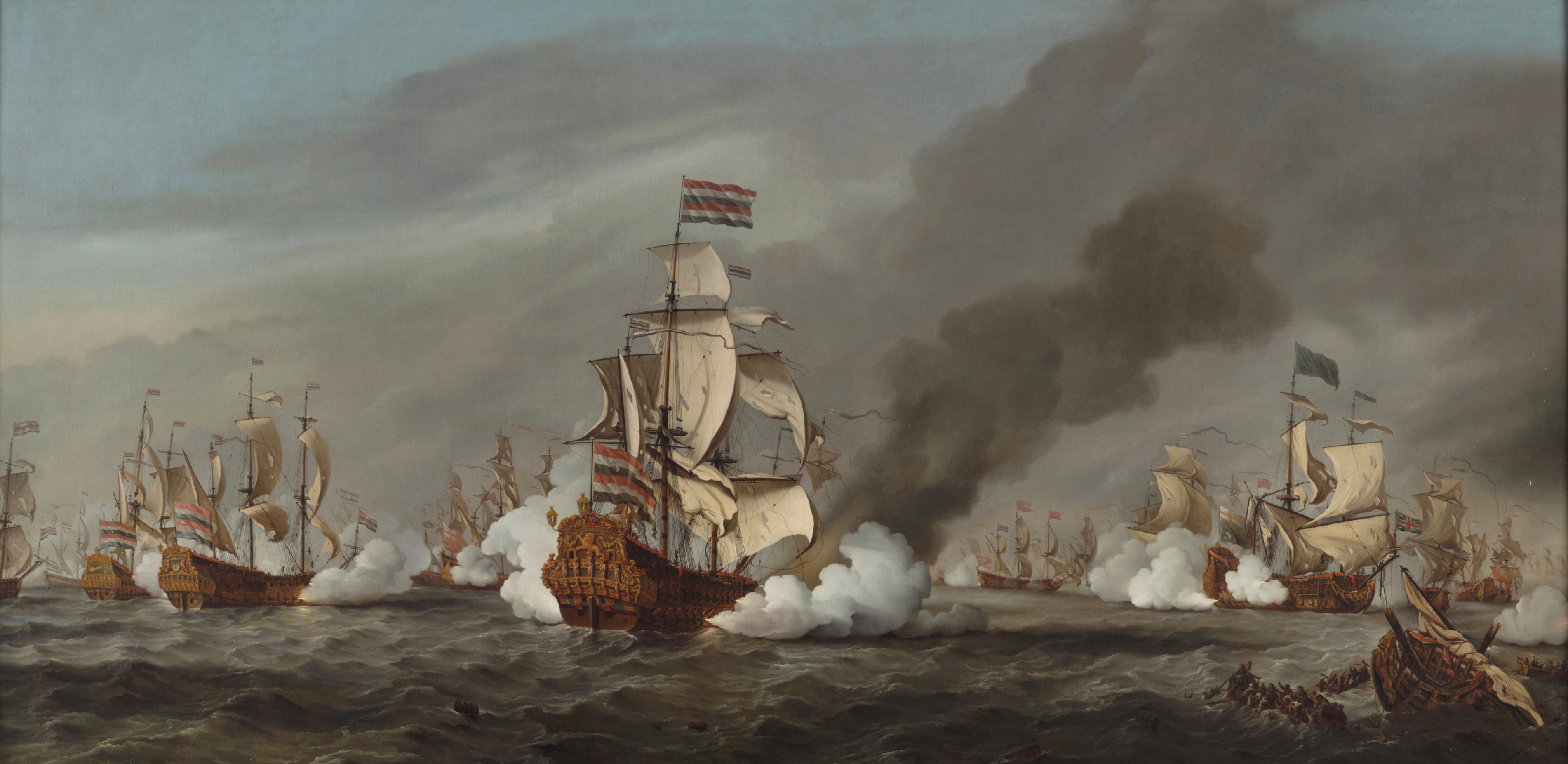
La bataille du Texel par Willem Van de Velde le Jeune.

Le 7 juin 1672, il commande Le Prince, 50 canons, à la bataille de Solebay dans l'escadre blanche commandée par Duquesne. Le 21 août 1673, il prend part à la bataille de Texel que la flotte combinée franco-anglaise, placée sous les ordres du prince Rupert, livre à la flotte hollandaise commandée par l'amiral Ruyter.
En 1676, d'Amfreville reçoit le commandement du Le Suffisant, vaisseau de 64 canons, dans la flotte placée sous les ordres de Duquesne et prend part aux trois combats livrés cette année-là aux marines hollandaises et espagnoles. Le 8 janvier 1676, au large d'Alicudi, en avril à Agosta au cours duquel le « Grand Ruyter » est mortellement blessé, et enfin sous les ordres du maréchal de Vivonne au combat qui a lieu au large de Palerme, en mai de la même année, dans lequel les ennemis perdent douze de leurs vaisseaux, quatre brûlots et six galères. Il est promu chef d'escadre de la province du Languedoc en 1677.

#### Bombardements d'Alger (1682-1683) et de Gênes (1684)

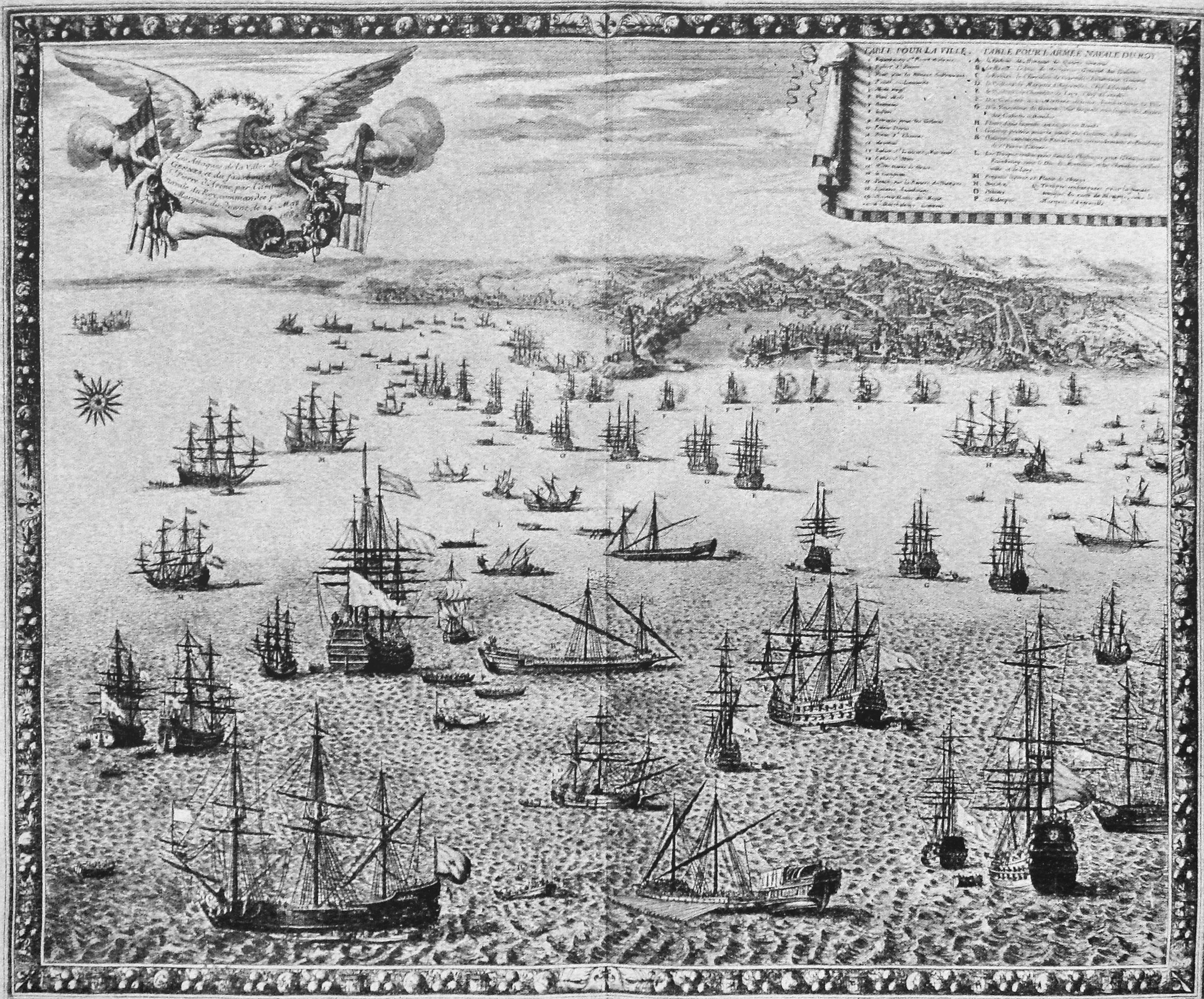
Bombardement de Gênes par Duquesne, tableau de Beaulieu le Donjon.

Placé sous les ordres de Duquesne, il commande le vaisseau la Couronne lors du second bombardement d'Alger, en juin 1683. Après que les Algériens eurent demandé la paix, d’Amfreville est chargé d’exécuter la partie du traité qui prévoyait la libération des esclaves de toutes les nations. Parmi ces esclaves, on comptait beaucoup d’Anglais. Une fois arrivés sur le vaisseau du marquis, ces derniers lui déclarèrent qu’ils ne devaient leur libération qu’à leur seul roi. Alors, Charles Davy d’Amfreville se tourna vers les Algériens et leur dit : « c’est donc à vous de montrer ce que vous devez au roi d’Angleterre ». Et tous les esclaves anglais furent remis aux fers, !
Au mois de mai 1684, une flotte de quatorze vaisseaux, vingt galères, dix galiotes, deux brûlots, huit flûtes, vingt-sept tartanes, et environ soixante-douze autres embarcations à rames, aux ordres de Duquesne, quittent Toulon pour aller bombarder Gènes, où elle arrive le 17 mai. Le marquis d'Amfreville fait partie de cette flotte, sur le vaisseau Le Diadème. Le bombardement, qui avait commencé le 18 mai, durait déjà depuis trois jours, lorsque, le 22 mai, Duquesne, ayant envoyé un émissaire Génois, qui l'avaient refusé, se décide à opérer une descente. Le duc de Vivonne est chargé de diriger cette opération. Les troupes sont réparties en trois corps : l'un, de 1 200 hommes, placé sous les ordres du duc ; Tourville commande le second, de 800 hommes, et le troisième, de 800 hommes également, est confié au chevalier de Lhéry, chef d'escadre. Le marquis d'Amfreville fait alors partie de ce dernier corps. L'attaque devait avoir lieu face au fort situé en bord de la mer, au milieu du faubourg de Saint-Pierre d'Aréna. L'attaque est lancée malgré la vive résistance des Génois ; le retranchement est enlevé par les Français. Le marquis d'Amfreville se distingue particulièrement dans cette expédition ; il y est blessé grièvement à la cuisse, et ce n'est qu'à grand peine qu'il est transporté à bord de son vaisseau.

#### Guerre de la Ligue d'Augsbourg (1688-1697)
Nommé lieutenant-général des armées navales en 1689, il prend à Brest le commandement d'une armée de 36 vaisseaux, quatre brûlots et cinq flûtes l'année suivante, afin de porter secours en hommes et en armes à Jacques II d'Angleterre sur les côtes d'Irlande. Le marquis de Nesmond reçoit à cette occasion le commandement de l'avant-garde et le chevalier de Flacourt, celui de l'arrière-garde. Appareillant le 17 mars, elle est rejointe, en chemin, par une division de cinq vaisseaux, une frégate et un brûlot, venant de Toulon sous les ordres du chevalier Paul, chef d'escadre. Elle débarque ses troupes et ses munitions à Cork le 22 mars, et revient à Brest le 4 mai en s'étant emparé de deux corsaires anglais. Elle rentre avec 5 000 Irlandais qui passent au service de la France.

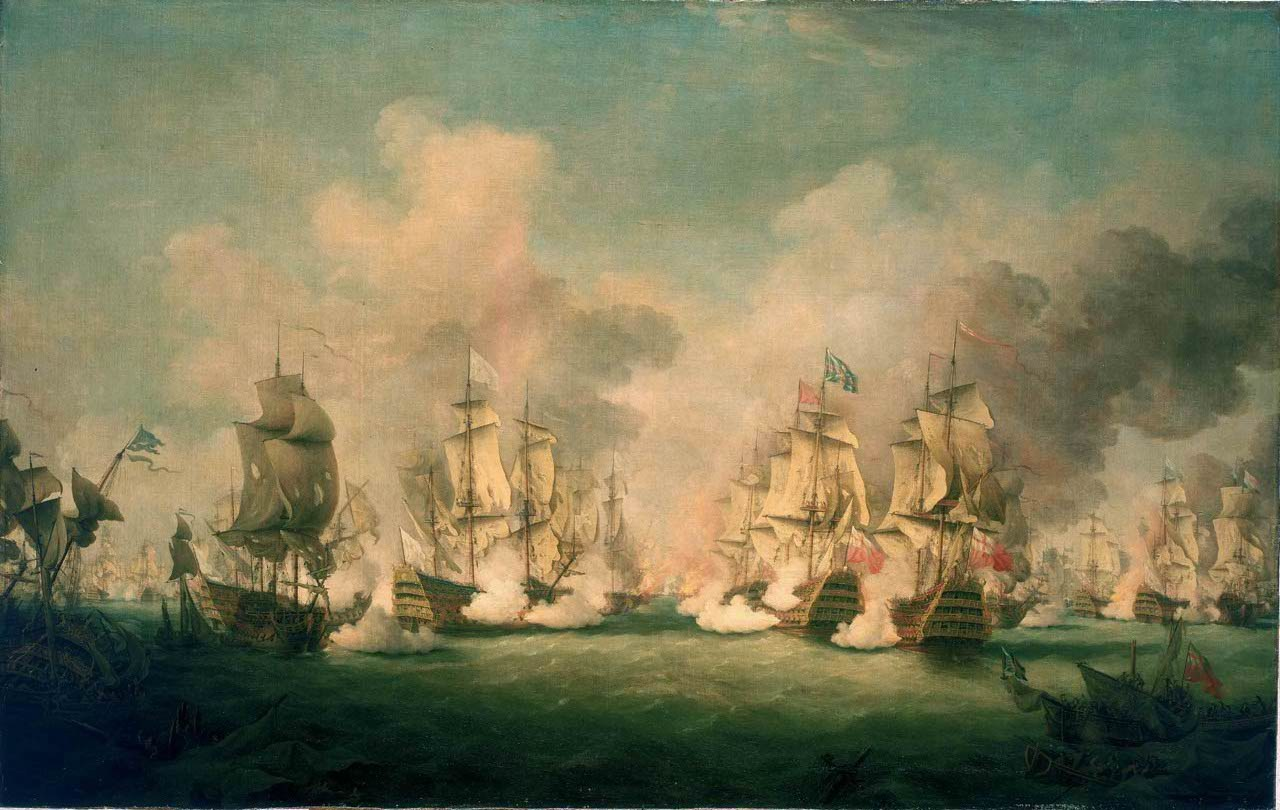
Bataille de Barfleur par Richard Paton.

Le 10 janvier 1691, il devient le gendre du maréchal Bernardin Gigault de Bellefonds par son union avec Jeanne-Susanne ou Louise Gigault, morte le 17 mars 1698, à 33 ans.
À la tête de l'avant-garde de la flotte française lors de la bataille de la Hougue (29 mai 1692), à bord du vaisseau le Merveilleux, il permet au vice-amiral de Tourville de se dégager de la flotte anglaise qui l'encerclait, mais est grièvement blessé dans le combat. Ses actions lors de ce combat lui valent aussi bien de figurer dans le rapport qu'envoie Tourville au ministre de la Marine que dans la lettre de l'amiral anglais à Tourville. Avant la bataille, il avait dit à Tourville : « En mon âme et conscience, je crois qu’il ne faut pas combattre ». 
Deux autres d'Amfreville, frères du marquis, participaient aussi au combat de La Hougue ; l'un commandait le vaisseau L'Ardent, l'autre Le Vermandois, tous deux de soixante canons, et ils s'y distinguent. À l'issue de la bataille François Panetié rallie Saint-Malo. Le ministre de la Marine Pontchartrain lui ordonne alors à plusieurs reprises de quitter ce port et de rejoindre Brest avec ce qu'il reste de la flotte. Et comme Panetié n'exécute pas ces ordres, par ailleurs inexécutables, il envoie le marquis d'Amfreville à Saint-Malo pour y prendre le commandement des vaisseaux, et en particulier de celui de Panetié, le Grand. Mais Pontchartrain, changeant d'avis, revient sur ses ordres, que d'Amfreville avait également refusé d'exécuter.
D'Amfreville meurt peu après à Brest, le 2 novembre 1692, des suites des blessures qu'il y avait reçues. Il est enterré dans le chœur de la Sainte-Chapelle de Vincennes.

## Distinctions
- Commandeur de l'Ordre royal et militaire de Saint-Louis

## Famille
Deux frères du marquis d'Amfreville participent également à la bataille de la Hougue, aux commandes des vaisseaux L'Ardent et Le Vermandois[réf. nécessaire].
L’amiral Charles-François Davy est le père de Louis-Antoine Davy qui s'intitulait chevalier d’Amfreville, maréchal des camps et armées du roi, commandant des forts de La Hougue et Tatihou, seigneur d'Anneville, Fermanville et Manneville-en-Cosqueville, mort sans postérité, et dont le corps repose depuis 1776 dans l’église d’Alleaume, à Valognes.